# Pseudofortuynia
Pseudofortuynia é um género botânico pertencente à família Brassicaceae.